# Németh Miklós (grafikus)
Németh Miklós (Zalaegerszeg, 1967. január 25. –) magyar grafikusművész.

## Pályafutása
Tanulmányait a Ságvári Endre Gimnáziumban (a középiskola jelenlegi neve Kölcsey Ferenc Gimnázium) (1980–1985) és a Berzsenyi Dániel Tanárképző Főiskola (1985–1988) rajz-történelem szakán végezte.
A képzőművészet gyerekkorra óta érdekelte, és a 20-as évei elején már tudta, hogy grafikus szeretne lenni.
Megpróbált egyéni stílust kialakítani: figurális művész szeretett volna lenni, de nem akadémikus értelemben. Belső világ felépítésével született meg egyéni művészi arculata. Több stílus is hatott rá, de nem akart máshoz hasonulni. A mindenkori belső tartalmat fejezi ki. Főként fekete-fehér tusrajzokat készít, most már színekkel gazdagítva is.
Témái a Biblia, a mitológia, a saját belső mitológiája, és az álmok világából születnek. Szeret átírni régi megszokott képzőművészeti témákat egyéni nyelvre. Sokan a meséhez hasonlítják képeit, de ezek felnőtteknek szóló mesék.
Kedvelt stílusai a szecesszió, a rokokó, a barokk, a gótika és az expresszionizmus. A keleti kultúra is hat munkásságára. Elgondolkodtató képeket alkot. Fontosnak tartja, hogy minden mű egyszeri és megismételhetetlen legyen.

## Kiállítások

### Egyéni kiállítások
- 1990. Ady Endre Általános Iskola, Zalaegerszeg
- 1991. Hevesi Sándor Színház, Zalaegerszeg
- 1992. Ságvári Endre (jelenleg Kölcsey Ferenc) Gimnázium, Zalaegerszeg
- 1994. Gönczi Ferenc ÁMK, Zalaegerszeg
- 1994. Batthyány Lajos Gimnázium, Nagykanizsa
- 1997. Kölcsey Ferenc Gimnázium, Zalaegerszeg
- 1999. Udine Laboratori2. Art Gallery, Olaszország
- 1999. Hevesi Sándor Színház, Zalaegerszeg
- 2000. Báthory István Szakközépiskola, Zalaegerszeg
- 2001. Deák Ferenc Szakközépiskola, Zalaegerszeg
- 2002. Zrínyi Miklós Gimnázium, Zalaegerszeg
- 2002. Móricz Zsigmond Művelődési Ház, Zalaegerszeg
- 2003. Goldmark Károly Művelődési Ház, Keszthely
- 2005. Független Pedagógiai Intézet, Budapest - Víziváros
- 2005. Régiségbolt, Zalaegerszeg
- 2007. Kölcsey Ferenc Gimnázium, Zalaegerszeg
- 2007. Udine, Olaszország

### Csoportos kiállítások
- 1992. Tavaszi Tárlat, Ausztria
- 1995. Udine Centro Friuliano Arti Lastiche VI: Alpok-Adria Grafikai Biennálé, Olaszország
- 1996. Zalai Tárlat, Zalaegerszeg
- 2000. Bibliai Kiállítás Gönczy Ferenc ÁMK, Zalaegerszeg
- 2000. Zalai Tárlat, Zalaegerszeg
- 2000. Zalaegerszegi Művészek Kiállítása, Varkaus, Finnország
- 2001. Zalaegerszegi Művészek Kiállítása, Krosno, Lengyelország
- 2005. Zalai Tárlat, Zalaegerszeg
- 2009. A magyar kultúra napja, Vitrin Egyesület, Zalaegerszeg